# 裴滿達
裴满达（？—1151年），本名忽挞，亦作胡挞、忽达、胡塔。金朝将领，女真族，婆卢木部人（部名取自水名，婆卢木水，即今黑龙江省福拉浑河）。
裴满达为人淳直笃实，天辅六年（1122年），随从蒲家奴到铁吕山追叛臣，力战有功。金熙宗娶他的女儿，即悼平皇后。天眷元年（1138年），授世袭猛安。次年，以他是皇后之父拜太尉，封徐国公。皇统元年（1141年），授会宁牧。任职数年，以太尉奉朝请。完颜亮弑杀熙宗，进封裴满达为王。天德三年（1151年）裴满达去世。

## 延伸阅读
[在维基数据编辑]
 《金史·卷120》，出自脱脱《遼史》